# Phố Châu
Phố Châu là thị trấn huyện lỵ của huyện Hương Sơn, tỉnh Hà Tĩnh, Việt Nam.

## Địa lý
Thị trấn Phố Châu có vị trí địa lý: 
- Phía đông giáp xã Sơn Trung và xã Sơn Phú
- Phía tây giáp xã Quang Diệm
- Phía nam giáp xã Hàm Trường
- Phía bắc giáp xã Sơn Giang và xã Sơn Trung.

Thị trấn Phố Châu nằm ở điểm giao của đường quốc lộ 8 và đường Hồ Chí Minh, cách thành phố Vinh, thị xã Hồng Lĩnh lần lượt là 50 km và 35 km và là trung tâm dịch vụ xuất nhập khẩu hành lang đông - tây (quốc lộ 8) của tỉnh Hà Tĩnh.

## Lịch sử
Ngày 22 tháng 7 năm 1989, Hội đồng Bộ trưởng ban hành Quyết định số 189-HĐBT về việc thành lập thị trấn Phố Châu trên cơ sở tách một phần diện tích và dân số của xã Sơn Phố.
Ngày 2 tháng 8 năm 1999, Chính phủ ban hành Nghị định số 63/1999/NĐ-CP về việc sáp nhập toàn bộ diện tích và dân số của xã Sơn Phố vào thị trấn Phố Châu.
Sau khi điều chỉnh địa giới hành chính, thị trấn Phố Châu có 422 ha diện tích tự nhiên và 8.290 người.
Ngày 13 tháng 12 năm 2018, HĐND tỉnh Hà Tĩnh ban hành Nghị quyết số 126/NQ-HĐND về việc:
- Thành lập tổ dân phố 1 trên cơ sở tổ dân phố 6 và một phần của tổ dân phố 7.
- Thành lập tổ dân phố 2 trên cơ sở một phần của tổ dân phố 5 và một phần của tổ dân phố 7.
- Thành lập tổ dân phố 3 trên cơ sở một phần của 3 tổ dân phố: 3, 4, 5.
- Thành lập tổ dân phố 4 trên cơ sở tổ dân phố 8 và một phần của 3 tổ dân phố: 1, 4, 5.
- Thành lập tổ dân phố 5 trên cơ sở một phần của 3 tổ dân phố: 1, 2, 3.
- Thành lập tổ dân phố 6 trên cơ sở tổ dân phố 11 và tổ dân phố 12.
- Thành lập tổ dân phố 7 trên cơ sở tổ dân phố 10 và một phần của tổ dân phố 14.
- Thành lập tổ dân phố 8 trên cơ sở tổ dân phố 13 và một phần của tổ dân phố 14.
- Thành lập tổ dân phố 9 trên cơ sở tổ dân phố 9 và một phần của tổ dân phố 2.
- Thành lập tổ dân phố 10 trên cơ sở tổ dân phố 15 và một phần của tổ dân phố 14.
- Thành lập tổ dân phố 11 trên cơ sở tổ dân phố 16 và tổ dân phố 17.